# Francisco Armero Peñaranda
Francisco Armero y Fernández de Peñaranda, marquis du Nervión et Grand d'Espagne, né à Fuentes de Andalucía (province de Seville) le 3 mai 1804 et mort le 1er juillet 1866, est un marin et homme d'État espagnol. Un hommage lui est rendu au Panthéon des marins illustres à San Fernando, près de Cadix.

## Biographie
Il commence sa carrière militaire en tant qu'aspirant. Il a une participation active dans la première guerre carliste, au cours de laquelle il se distingue en particulier au siège de Bilbao (1835). En 1844 il est nommé ministre de la Marine, de l'Intérieur et du Commerce, charge qu'il occupe jusqu'en 1847, tout en étant capitaine général de Madrid. En 1857-1858 il est président du Conseil des ministres. En 1864 on lui décerne le titre de marquis du Nervión.